# Ilha Fernandina
A ilha Fernandina é uma ilha desabitada das ilhas Galápagos, no Equador. É referida como a ilha oceânica mais antiga do mundo, onde nenhuma forma de vida foi introduzida pelo homem. Isso faz com que a ilha não tenha sofrido nenhuma modificação em seus últimos 750.000 anos. Um dos vulcões mais ativos do mundo se encontra nesta ilha.
Ela é a mais jovem das ilhas do arquipélago das Galápagos. As principais atrações da ilha são as iguanas, os pinguins, os lobos-marinhos e as garças.
Seu nome é uma homenagem a Fernando II de Aragão.

## Tartarugas
A Chelonoidis phantasticus, ou tartaruga-da-ilha-fernandina, é uma espécie de tartaruga própria da ilha Fernandina e é uma das 15 espécies de tartarugas-gigantes-das-galápagos. Um exemplar foi encontrada numa expedição à ilha em 2019. Só tinha havido um outro avistamento desta espécie com um exemplar a ser recolhido durante uma expedição da Academia das Ciências da Califórnia em 1906.
A tartaruga-da-ilha-fernandina julgava-se já extinta devido às múltiplas erupções vulcânicas que ocorreram na ilha.